# Myrmeleotettix
Myrmeleotettix es un género de saltamontes de la subfamilia Gomphocerinae, familia Acrididae, y está asignado a la tribu Gomphocerini. Este género se distribuye en Europa y Asia.

## Especies
Las siguientes especies pertenecen al género Myrmeleotettix:
- Myrmeleotettix angustiseptus Liu, 1982
- Myrmeleotettix antennatus (Fieber, 1853)
- Myrmeleotettix brachypterus Liu, 1982
- Myrmeleotettix ethicus Sirin & Çiplak, 2011
- Myrmeleotettix kunlunensis Huang, 1987
- Myrmeleotettix longipennis Zhang, 1984
- Myrmeleotettix maculatus (Thunberg, 1815)
- Myrmeleotettix pallidus (Brunner von Wattenwyl, 1882)
- Myrmeleotettix palpalis (Zubovski, 1900)
- Myrmeleotettix pluridentis Liang, 1987
- Myrmeleotettix zaitzevi Mistshenko, 1968